# Callispa cyanipennis
Callispa cyanipennis es un coleóptero de la familia Chrysomelidae.
Fue descrita científicamente por primera vez en 1924 por Pic.